# 张村镇 (利辛县)
张村镇，是中华人民共和国安徽省亳州市利辛县下辖的一个乡镇级行政单位。

## 行政区划
张村镇下辖以下地区：
李集社区、张村社区、李门社区、柳东社区、菜园社区、柳西村、后杨村、高寨村、淝东村、高老家村、镇南村、永光村、红光村、赵王寨村、三里赵村、四里河民族村、杜竹园村和王寨村。